# Китайско-оманские отношения
Китайско-оманские отношения — двусторонние дипломатические отношения между Китайской Народной Республикой (КНР) и Оманом.

## История
В 1978 году страны установили официальные дипломатические отношения, а в 1983 году Оман стал первой арабской страной, начавшей поставлять нефть в КНР. В конце 1970-х годов Китайская Народная Республика начала импортировать значительное количество сырой нефти из Омана, затем в 1990-х годах резко увеличила закупки оманской нефти. К 2013 году две трети от общего объема экспорта нефти и природного газа из Омане поступали в КНР, а на последующие годы на китайский рынок стал приходиться еще более высокий процент поставок сырья из Омана. Однако, торговля углеводородами не является единственным аспектом отношений между КНР и Оманом. В конце 2008 года военные корабли Военно-морских сил Китайской Народной Республики были развернуты в Аденском заливе в рамках международной кампании по пресечению пиратской деятельности, а оманский порт в Салале стал для них основным пунктом базирования.
В 2016 году наметились перспективы усиления стратегического сотрудничества между КНР и Оманом. Вмешательство Саудовской Аравии в гражданскую войну в Йемене могло усложнить судоходство в Красном море и Аденском заливе, а также готовность Ирана предоставить Индии статус главного партнёра в развитии порта в Чехбехаре, ставили под угрозу позиции КНР в соседнем пакистанском порту Гвадар. Однако, Маскат отказался присоединиться в йеменской кампании к войскам Совета сотрудничества арабских государств Персидского залива, а также выступил в качестве посредника между Тегераном и Вашингтоном в конфликте по ядерной программе Ирана, в результате чего Пекин стал считать Оман своим надёжным партнёром в этом проблемном регионе.
В феврале 2018 года премьер-министр Индии Нарендра Моди совершил официальный визит в Маскат. Главной целью визита стало найти пути взаимодействия с Оманом в коммерческой и военной сфере, а также не допустить усиления китайского влияния в этой стране. Учитывая географическую близость Индии и Омана неудивительно, что Дели самым решительным образом отреагировал на растущее военное и экономическое присутствие КНР в этой стране.

## Торговля
В 2013 году объём товарооборота между странами составил сумму 23 млрд. долларов США, что сделало Оман четвертым по величине торговым партнёром КНР на Ближнем Востоке. Экспорт Омана в КНР: нефть, метанол, параксилол и полипропилен (на их долю приходится почти 30 % от общего объема экспорта). Экспорт Китая в Оман составляет более 4,5 % общего объема закупок этой страны.